# جاستن جنكينز
جاستن جنكينز (بالإنجليزية: Justin Jenkins)‏ هو لاعب كرة قدم أمريكية أمريكي، ولد في 10 ديسمبر 1980 في بيارل في الولايات المتحدة.

## وصلات خارجية
- جاستن جنكينز على موقع مرجع كرة القدم المحترفة.كوم (الإنجليزية)